# Узвіз Крутогірний (Дніпро)
Узвіз Крутогірний - вулиця в Соборному адміністративному районі міста Дніпро. Названа так через дуже крутий спуск. 
Довжина вулиці - 1000 м. 

## Історія
Свій початок вона брала на Соборній горі - від вулиці Сергія Єфремова (Ворошилова, Потьомкінські) круто збігала вниз, до Ливарній. Через невеликий провулок об'єднувалася з Невінчаною балкою (нині Барикадний провулок), а через Ламану вулицю - з берегом Дніпра. Забудовуватися Крутогірна почала з другої половини XIX століття, коли формувалася забудова вздовж Новодворянскої (Володимира Вернадського) і Потьомкінської (Сергія Єфремова) вулиць. Хоча вже на карті 1850 року вулиця позначена на місцевості і на ній навіть вказано кілька будинків, у верхній її частині, вище нинішньої вулиці Володимира Вернадського (Дзержинського, Новодворянской).
Стара назва вулиці на честь Рогальова Федора Федоровича (1891-1937), радянського воєначальника часів громадянської війни (1917-1921), командира 7-го стрілецького корпусу РСЧА, штаб якого розташовувався в місті.
24 листопада 2015 року перейменована в Крутогірний узвіз, вулиці повернуто її історичну назву.

## Перехресні вулиці
- вулиця Сергія Єфремова,
- вулиця Володимира Вернадського,
- вулиця Барнаульська,
- вулиця Барикадна,
- Успенська площа зі Сквером Святих Кирила й Мефодія,
- вулиця Ливарна,
- вулиця Ламана,
- вулиця Січеславська Набережна.

## Будівлі
- № 1 - садиба першого секретаря Дніпропетровського обкому КПУ Леоніда Брежнєва;
- № 5 - останній у місті дерев'яний двоповерховий житловий будинок катеринославської доби;
- № 8 - корпус № 3 Академії митної служби України;
- № 9 - Дніпровський телетеатр; відділ літератури іноземними мовами Дніпровської центральної міської бібліотеки;
- № 10 - Дніпровський планетарій (відкрито у 1968 році);
- № 12 - банк "BANK VOSTOK"; будинок Мордковича за проектом Олександра Красносельського (1913 рік);
- № 14 - Івент-кафе "Хундертвассер", шиномонтаж;
- № 16 - Катеринославська ветеринарно-бактеріологічна станція; за радянської доби - Дніпропетровська біофабрика;
- № 15а - VIP-відділення банку "ПриватБанк";
- № 16а - Стоматологія;
- № 21 - двоповерхова будівля колишньої Катеринославської Губернської Земської Управи (1902 рік);
- № 28 - ЖК «Дует» (2013 рік);
- № 30 - магазин "Wedding Palace";
- № 33 - Дім Крейніна (2005 рік); магазин "Dream House", банк "OTP Bank".

## Світлини

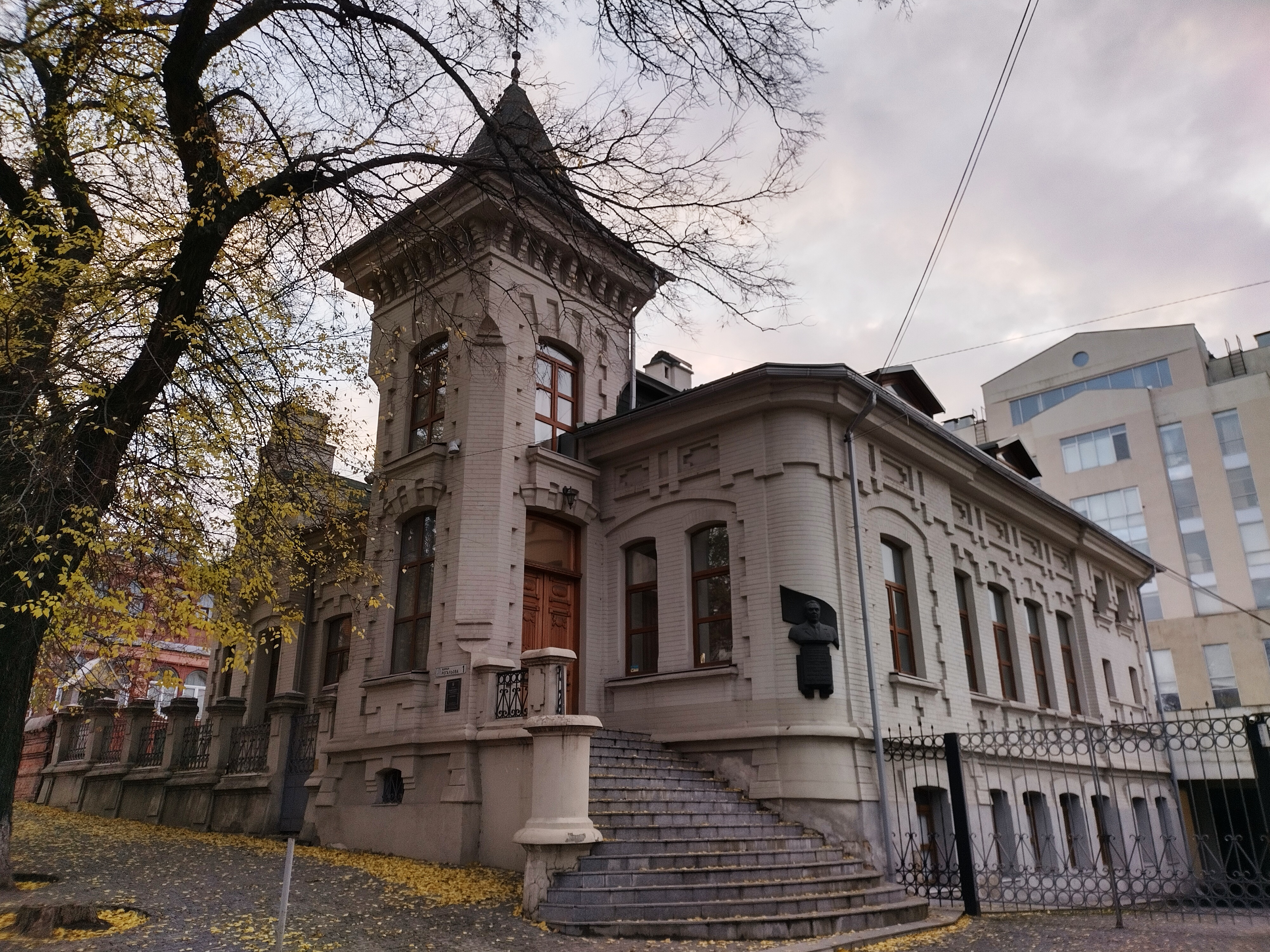
Крутогірний узвіз, 1 - садиба першого секретаря Дніпропетровського обкому КПУ Леоніда Брежнєва
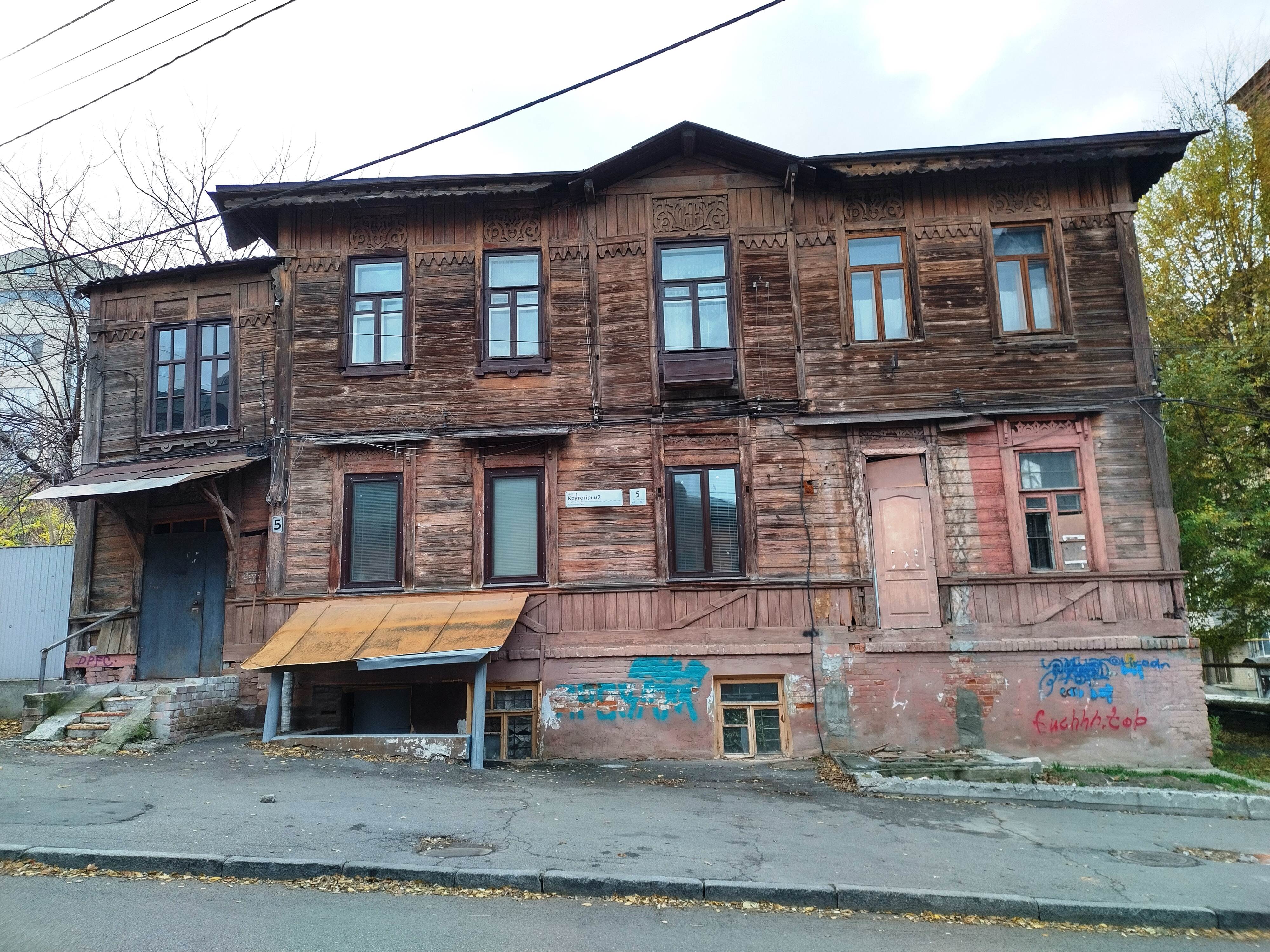
Крутогірний узвіз, 5 - єдиний дерев'яний будинок у Дніпрі
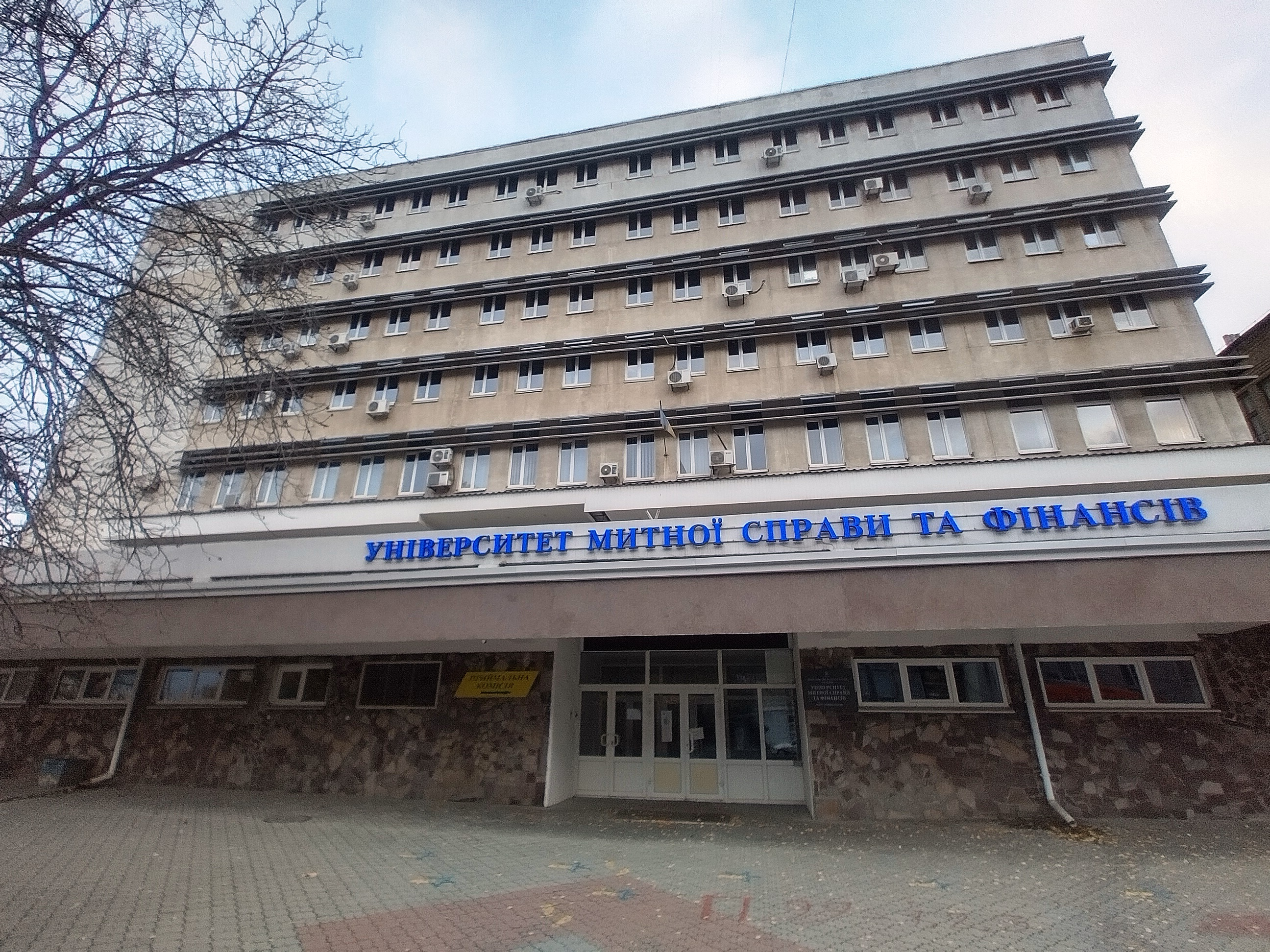
Крутогірний узвіз, 8 - корпус № 3 Академії митної служби України
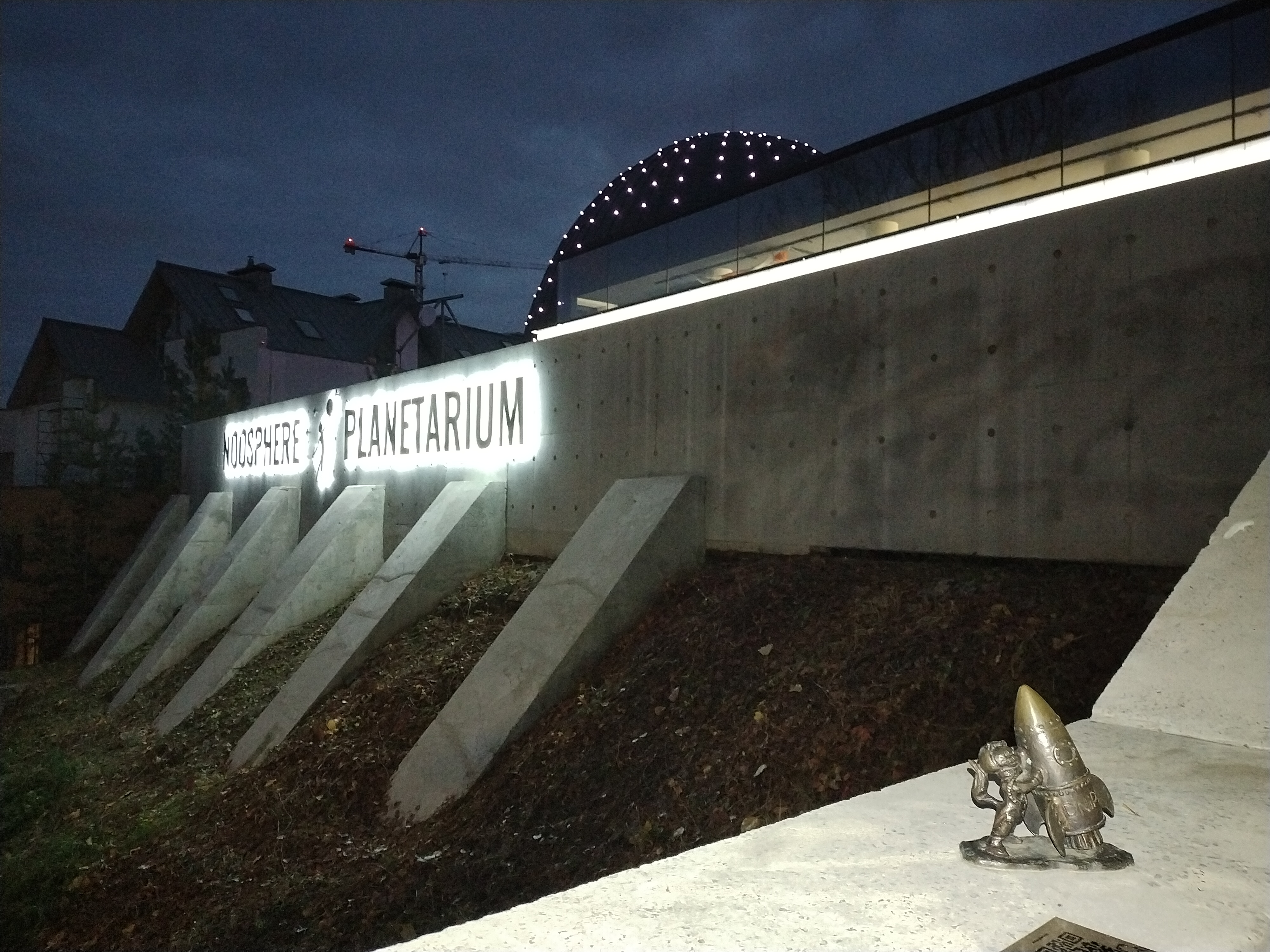
Крутогірний узвіз, 10 - Дніпровський планетарій
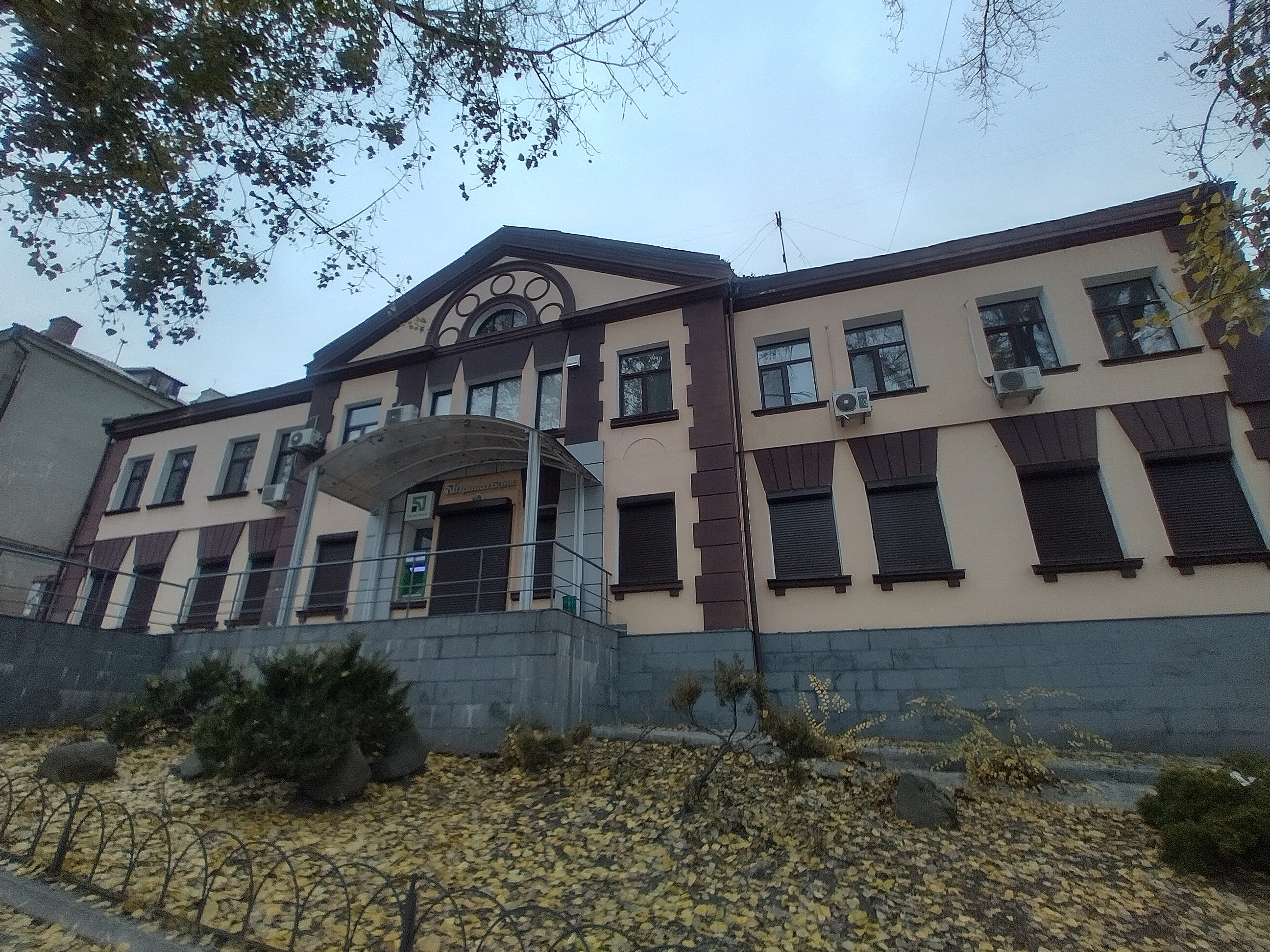
Крутогірний узвіз, 15а - будівля VIP-ПриватБанка